# Razlog
El municipi de Razlog (búlgar: Община Разлог) és un municipi búlgar pertanyent a la província de Blagòevgrad, amb capital a la ciutat homònima. Es troba a nord de la província.
L'any 2011 tenia 20.598 habitants, el 90,76 búlgars i el 4,04% gitanos. Més d'un 58% dels habitants del municipi viuen a la capital municipal, Razlog.

## Localitats
El municipi es compon de les següents localitats, a més de la capital:
| - Bachevo - Banya - Dobarsko - Dolno Draglishte - Eleshnitsa - Godlevo - Gorno Draglishte - Razlog |